# Лонг-Лейк (переписна місцевість, Нью-Йорк)
Лонг-Лейк (англ. Long Lake) — переписна місцевість (CDP) в США, в окрузі Гамільтон штату Нью-Йорк. Населення — 596 осіб (2020).

## Географія
Лонг-Лейк розташований за координатами 43°57′25″ пн. ш. 74°26′47″ зх. д. / 43.95694° пн. ш. 74.44639° зх. д. (43.956930, -74.446518).  За даними Бюро перепису населення США в 2010 році переписна місцевість мала площу 36,08 км², з яких 30,36 км² — суходіл та 5,72 км² — водойми. В 2017 році площа становила 30,56 км², з яких 24,21 км² — суходіл та 6,35 км² — водойми.

## Демографія
Згідно з переписом 2010 року, у переписній місцевості мешкало 547 осіб у 268 домогосподарствах у складі 156 родин. Густота населення становила 15 осіб/км².  Було 778 помешкань (22/км²).
Расовий склад населення:
| - 96,5 % — білих - 1,6 % — чорних або афроамериканців - 0,4 % — азіатів - 0,2 % — корінних американців |

До двох чи більше рас належало 1,3 %. Частка іспаномовних становила 1,5 % від усіх жителів.
За віковим діапазоном населення розподілялося таким чином: 13,3 % — особи молодші 18 років, 60,6 % — особи у віці 18—64 років, 26,1 % — особи у віці 65 років та старші. Медіана віку мешканця становила 52,3 року. На 100 осіб жіночої статі у переписній місцевості припадало 109,6 чоловіків;  на 100 жінок у віці від 18 років та старших — 107,9 чоловіків також старших 18 років.
Середній дохід на одне домашнє господарство  становив 80 296 доларів США (медіана — 60 000), а середній дохід на одну сім'ю — 106 028 доларів (медіана — 91 389). За межею бідності перебувало 13,7 % осіб, у тому числі 7,7 % дітей у віці до 18 років та 17,9 % осіб у віці 65 років та старших.
Цивільне працевлаштоване населення становило 120 осіб. Основні галузі зайнятості: мистецтво, розваги та відпочинок — 35,0 %, освіта, охорона здоров'я та соціальна допомога — 20,8 %, науковці, спеціалісти, менеджери — 9,2 %, публічна адміністрація — 8,3 %.